# Carnival Row
Carnival Row – internetowy amerykański serial (urban fantasy, neo-noir, fikcja polityczna) wyprodukowany przez Siesta Productions, Legendary Television oraz Amazon Studios, który jest adaptacją "A Killing on Carnival Row" autorstwa Travisa Beachama. Serial jest udostępniony od 30 sierpnia 2019 roku na stronie internetowej platformy Amazon Studios.
Akcja serialu dzieje się w neowiktoriańskim mieście, do którego przybywają mityczne stwory. Fabuła skupia się na rozwiązywaniu dziwnych morderstw w mieście.

## Obsada

### Główna
- Orlando Bloom jako Rycroft Philostrate ("Philo")[2]
- Cara Delevingne jako Vignette Stonemoss[3]
- Simon McBurney jako Runyon Millworthy[4]
- Tamzin Merchant jako Imogen Spurnrose[5]
- David Gyasi jako Agreus Astrayon[5]
- Andrew Gower jako Ezra Spurnrose[6]
- Karla Crome jako Tourmaline Larou[5]
- Arty Froushan jako Jonah Breakspear
- Indira Varma jako Piety Breakspear[5]
- Jared Harris jako Absalom Breakspear[7]

### Główne drugoplanowe
- Caroline Ford jako Sophie Longerbane
- Alice Krige jako Aoife Tsigani[7]
- Ariyon Bakare jako Darius Sykes[8]
- Maeve Dermody jako Portia Fyfe
- Jamie Harris jako sierżant Dombey[6]
- Waj Ali jako Constable Berwick
- James Beaumont jako Constable Cuppins
- Tracey Wilkinson jako Afissa
- Anna Rust jako Fleury
- Mark Lewis Jones jako Magistrate Flute
- Leanne Best jako Madame Moira
- Theo Barklem-Biggs jako Cabal
- Ronan Vibert jako Ritter Longerbane
- Chloe Pirrie jako Dahlia
- Scott Reid jako Quilliam ("Quill")
- Sinead Phelps jako Jenila
- Jim High jako Fergus
- Erika Starkova jako Aisling Querelle

## Odcinki
| Sezon | Odcinki | Oryginalna emisja w (USA) Amazon Studios | Oryginalna emisja w (USA) Amazon Studios |
| Sezon | Odcinki | Premiera sezonu                          | Finał sezonu                             |
| ----- | ------- | ---------------------------------------- | ---------------------------------------- |
| 1     | 8       | 30 sierpnia 2019                         | 30 sierpnia 2019                         |
| 2     | 8       | 17 lutego 2023                           | 17 marca 2023                            |

### Sezon 1 (2019)
| Nr | # | Tytuł                        | Reżyseria        | Scenariusz                                                    | Premiera w Amazon Studios |
| -- | - | ---------------------------- | ---------------- | ------------------------------------------------------------- | ------------------------- |
| 1  | 1 | Some Dark God Wakes          | Thor Freudenthal | René Echevarria, Travis Beacham                               | 30 sierpnia 2019          |
| 2  | 2 | Aisling                      | Thor Freudenthal | René Echevarria                                               | 30 sierpnia 2019          |
| 3  | 3 | Kingdoms of the Moon         | Anna Foerster    | Travis Beacham                                                | 30 sierpnia 2019          |
| 4  | 4 | The Joining of Unlike Things | Thor Freudenthal | Anna Foerster, Travis Beacham, Marc Guggenheim, Peter Cameron | 30 sierpnia 2019          |
| 5  | 5 | Grieve No More               | Andy Goddard     | Ian Deitchman, Kristin Robinson                               | 30 sierpnia 2019          |
| 6  | 6 | Unaccompanied Fae            | Andy Goddard     | Stephanie K. Smith                                            | 30 sierpnia 2019          |
| 7  | 7 | The World to Come            | Jon Amiel        | René Echevarria, Peter Cameron                                | 30 sierpnia 2019          |
| 8  | 8 | The Gloaming                 | Jon Amiel        | Travis Beacham                                                | 30 sierpnia 2019          |

## Produkcja
6 czerwca 2015 roku platforma Amazon ogłosiła zamówienie pilotowego odcinka. W maju 2017 roku platforma Amazon ogłosiła zamówienie pierwszego sezonu dramatu. Pod koniec sierpnia 2017 roku poinformowano, że Orlando Bloom otrzymał rolę jako Rycroft Philostrate ("Philo") Na początku września 2017 roku ogłoszono, że Cara Delevingne, David Gyasi, Karla Crome, Indira Varma i Tamzin Merchant dołączyli do serialu. W kolejnym miesiącu poinformowano, że Simon McBurney, Jared Harris i Alice Krige zagrają w dramacie. W listopadzie 2017 roku ogłoszono, że  Ariyon Bakare otrzymał rolę jako Darius Sykes. W kolejnym miesiącu poinformowano, że Andrew Gower i Jamie Harris dołączyli do obsady dramatu. 28 lipca 2019 roku platforma Amazon przedłużyła serial o drugi sezon.
Zdjęcia do serialu kręcono na terenie Czech (Praga, Liberec, Frýdlant, Krnsko, region Czeskiego Raju) oraz Chorwacji (Dubrownik).